# Emerald-Nunatak
Der Emerald-Nunatak ist ein 1250 m hoher Nunatak im Nordosten der westantarktischen Alexander-I.-Insel. Auf der Westseite der Douglas Range ragt er nahe dem Kopfende des Hampton-Gletschers auf. 
Das UK Antarctic Place-Names Committee benannte ihn 1977 im Anschluss von Vermessungen, die der British Antarctic Survey zwischen 1973 und 1977 durchgeführt hatte. Namensgebend ist das smaragdgrüne Gestein, aus dem der Nunatak besteht.